# صبغي 11

مخطط الصبغي 11

الصبغي البشري الحادي عشر (بالإنجليزية: Chromosome 11)‏ وهو أحد ثلاثة وعشرين زوجاً صبغياً بشرياً، والشخص الطبيعي يملك زوجاً من هذا الصبغي ورث أحدهما عن أبيه والآخر من أمه، ويحوي الصبغي 11 حوالي 134.5 مليون زوجاً من نيكليوتيدات الدنا ويمثل تقريباً 4.5% من الدنا الخلوي , وقد يحوي ما بين 1300 إلى 1700 مورثة من أصل 20 إلى 25 ألف مورثة يقدر وجودها في الإنسان.